# Harpactocrates apennicola
Harpactocrates apennicola är en spindelart som beskrevs av Simon 1914. Harpactocrates apennicola ingår i släktet Harpactocrates och familjen ringögonspindlar. Inga underarter finns listade i Catalogue of Life.